# Ivry-la-Bataille
Ivry-la-Bataille és un municipi francès situat al departament de l'Eure i a la regió de Normandia. L'any 2007 tenia 2.640 habitants.

## Demografia

### Població
El 2007 la població de fet d'Ivry-la-Bataille era de 2.640 persones. Hi havia 1.143 famílies, de les quals 404 eren unipersonals (202 homes vivint sols i 202 dones vivint soles), 334 parelles sense fills, 318 parelles amb fills i 87 famílies monoparentals amb fills.
La població ha evolucionat segons el següent gràfic:
Habitants censats

### Habitatges
El 2007 hi havia 1.622 habitatges, 1.176 eren l'habitatge principal de la família, 341 eren segones residències i 105 estaven desocupats. 879 eren cases i 445 eren apartaments. Dels 1.176 habitatges principals, 713 estaven ocupats pels seus propietaris, 431 estaven llogats i ocupats pels llogaters i 31 estaven cedits a títol gratuït; 34 tenien una cambra, 161 en tenien dues, 272 en tenien tres, 302 en tenien quatre i 407 en tenien cinc o més. 776 habitatges disposaven pel capbaix d'una plaça de pàrquing. A 547 habitatges hi havia un automòbil i a 459 n'hi havia dos o més.

### Piràmide de població
La piràmide de població per edats i sexe el 2009 era:
| Homes | Edats   | Dones |
| ----- | ------- | ----- |
| 0     | 95 o +  | 8     |
| 4     | 90 a 94 | 38    |
| 17    | 85 a 89 | 45    |
| 17    | 80 a 84 | 22    |
| 35    | 75 a 79 | 70    |
| 30    | 70 a 74 | 58    |
| 75    | 65 a 69 | 88    |
| 67    | 60 a 64 | 59    |
| 62    | 55 a 59 | 77    |
| 94    | 50 a 54 | 88    |
| 88    | 45 a 49 | 87    |
| 95    | 40 a 44 | 74    |
| 97    | 35 a 39 | 117   |
| 93    | 30 a 34 | 99    |
| 100   | 25 a 29 | 78    |
| 67    | 20 a 24 | 78    |
| 98    | 15 a 19 | 90    |
| 116   | 10 a 14 | 94    |
| 83    | 5 a 9   | 107   |
| 67    | 0 a 4   | 53    |

## Economia
El 2007 la població en edat de treballar era de 1.628 persones, 1.230 eren actives i 398 eren inactives. De les 1.230 persones actives 1.074 estaven ocupades (580 homes i 494 dones) i 156 estaven aturades (66 homes i 90 dones). De les 398 persones inactives 175 estaven jubilades, 99 estaven estudiant i 124 estaven classificades com a «altres inactius».

### Ingressos
El 2009 a Ivry-la-Bataille hi havia 1.148 unitats fiscals que integraven 2.606,5 persones, la mediana anual d'ingressos fiscals per persona era de 18.127 €.

### Activitats econòmiques
Dels 160 establiments que hi havia el 2007, 1 era d'una empresa extractiva, 4 d'empreses alimentàries, 4 d'empreses de fabricació de material elèctric, 8 d'empreses de fabricació d'altres productes industrials, 23 d'empreses de construcció, 32 d'empreses de comerç i reparació d'automòbils, 5 d'empreses de transport, 15 d'empreses d'hostatgeria i restauració, 3 d'empreses d'informació i comunicació, 5 d'empreses financeres, 8 d'empreses immobiliàries, 19 d'empreses de serveis, 17 d'entitats de l'administració pública i 16 d'empreses classificades com a «altres activitats de serveis».
Dels 54 establiments de servei als particulars que hi havia el 2009, 1 era una oficina d'administració d'Hisenda pública, 1 gendarmeria, 1 oficina de correu, 3 oficines bancàries, 1 funerària, 7 tallers de reparació d'automòbils i de material agrícola, 1 autoescola, 2 guixaires pintors, 4 fusteries, 4 lampisteries, 5 electricistes, 2 empreses de construcció, 7 perruqueries, 1 agència de treball temporal, 6 restaurants, 5 agències immobiliàries, 2 tintoreries i 1 saló de bellesa.
Dels 14 establiments comercials que hi havia el 2009, 1 era un hipermercat, 1 una botiga de més de 120 m², 3 fleques, 2 carnisseries, 1 una botiga de congelats, 1 una peixateria, 1 una llibreria, 2 joieries i 2 floristeries.
L'any 2000 a Ivry-la-Bataille hi havia 7 explotacions agrícoles.

## Equipaments sanitaris i escolars
El 2009 hi havia 1 farmàcia i 2 ambulàncies.
El 2009 hi havia 1 escola maternal i 1 escola elemental.

## Poblacions més properes
El següent diagrama mostra les poblacions més properes.